# Yoshikawa-Eiji-Literaturpreis für Nachwuchsautoren
Der Yoshikawa-Eiji-Literaturpreis für Nachwuchsautoren (japanisch 吉川英治文学新人賞, Yoshikawa Eiji Bungaku Shinjin-shō) ist ein japanischer Literaturpreis, der seit 1980 jährlich an besonders vielversprechende Autoren vergeben wird. Die Auszeichnung wird von der gemeinnützigen Stiftung Yoshikawa Eiji Kokkai Bunka Shinkōkai organisiert und von Kōdansha unterstützt.

## Vergabe und Auswahlverfahren
Der Preis wird an Autoren verliehen, die im Vorjahr (1. Januar bis 31. Dezember) ein besonders herausragendes literarisches Werk in Buch-, Zeitungs- oder Magazinformat veröffentlicht haben. Die Auswahl erfolgt nicht durch Selbstbewerbung, sondern durch Empfehlungen von Schriftstellern, Kritikern, Herausgebern und anderen Kulturschaffenden. Die Ankündigung der Nominierten erfolgt Anfang Februar, die Preisvergabe Anfang März.
Die Gewinner erhalten eine Medaille, 1 Million Yen Preisgeld und eine Tischuhr. Trotz der Bezeichnung Nachwuchspreis werden auch etablierte Autoren ausgezeichnet. Die Zusammensetzung der Jury blieb in den ersten 17 Jahren konstant.

## Preisträger
| Jahr | Autor               | Titel des prämierten Werks |                                | Deutsche Übersetzung                                 |
| ---- | ------------------- | -------------------------- | ------------------------------ | ---------------------------------------------------- |
| 1980 | Kadō Shūzō          | 涸瀧                       | Kare taki                      | Der versiegte Wasserfall                             |
| 1980 | Tanaka Kōji         | 黄金の罠                   | Ōgon no wana                   | Die goldene Falle                                    |
| 1981 | Nanbara Mikio       | 闇と影の百年戦争           | Yami to kage no hyakunen sensō | Der hundertjährige Krieg von Dunkelheit und Schatten |
| 1981 | Kurimoto Kaoru      | 絃の聖域                   | Gen no seiiki                  | Das heilige Reich der Saiten                         |
| 1982 | Sawada Fujiko       | 陸奥甲冑記 / 寂野          | Mutsu katchūki / Sabi no       | Rüstungen von Mutsu / Das stille Land                |
| 1983 | Kitakata Kenzo      | 眠りなき夜                 | Nemurinakiyoru                 | Schlaflose Nacht                                     |
| 1983 | Akasegawa Shun      | 球は転々宇宙間             | Tama wa tenten uchūkan         | Der Ball kreist durchs Weltall                       |
| 1984 | Yamaguchi Yōko      | プライベート・ライブ       | Puraibēto raibu                | Private Show                                         |
| 1984 | Renjō Mikihiko      | 宵待草夜情                 | Yomachi kusa yajō              | Sehnsuchtsvolle Nacht                                |
| 1985 | Funado Yōichi       | 山猫の夏                   | Yamaneko no natsu              | Der Sommer der Wildkatze                             |
| 1986 | Takahashi Katsuhiko | 総門谷                     | Sōmon-dani                     | Das Tal von Sōmon                                    |
| 1987 | Kageyama Tamio      | 虎口からの脱出             | Kokō kara no dasshutsu         | Flucht aus dem Tigermaul                             |
| 1988 | Shimizu Yoshinori   | 国語入試問題必勝法         | Kokugo nyūshi mondai hisshōhō  | Erfolgreich durch die Sprachprüfung                  |
| 1989 | Okajima Futari      | 99％の誘拐                 | 99-pāsento no yūkai            | 99 % Entführung                                      |
| 1989 | Shiina Makoto       | 犬の系譜                   | Inu no keifu                   | Die Genealogie des Hundes                            |
| 1990 | Kosugi Kenji        | 土俵を走る殺意             | Dohyō o hashiru satsui         | Mord auf dem Sumo-Ring                               |
| 1991 | Ōsawa Arimasa       | 新宿鮫                     | Shinjuku same                  | Der Hai von Shinjuku                                 |
| 1991 | Ijūin Shizuka       | 乳房                       | Chibusa                        | Die Brust                                            |
| 1992 | Miyabe Miyuki       | 本所深川ふしぎ草紙         | Fukugawa fushigi sōshi         | Die geheimen Geschichten aus Fukagawa                |
| 1992 | Nakajima Ramo       | 今夜、すべてのバーで       | Konya, subete no bā de         | Heute Abend in allen Bars                            |
| 1993 | Hōjō Tsuyoshi       | 三たびの海峡               | Mitabi no kaikyō               | Die dreifache Meerenge                               |
| 1994 | Tōgō Ryū            | 大砲松                     | Taihō-matsu                    | Kanonenkiefer                                        |
| 1994 | Usui Yūji           | 樹の上の草魚               | Ki no ue no sōgyo              | Die Graskarpfen im Baum                              |
| 1995 | Koarashi Kuhachirō  | 刑務所ものがたり           | Keimusho monogatari            | Geschichten aus dem Gefängnis                        |
| 1995 | Asada Jirō          | 地下鉄に乗って             | Chikatetsu ni notte            | Untergrundfahrt                                      |
| 1996 | Suzuki Kōji         | らせん                     | Rasen                          | Die Spirale                                          |
| 1996 | Shimpo Yūichi       | ホワイトアウト             | Howaito auto                   | Whiteout                                             |
| 1997 | Hattori Masumi      | 鷲の驕り                   | Washi no ogori                 | Der Hochmut des Adlers                               |
| 1997 | Seishū Hase         | 不夜城                     | Fuyajō                         | Die Stadt, die nie schläft                           |
| 1998 | Hanamura Mangetsu   | 皆月                       | Minazuki                       | Vollmondnacht                                        |
| 1999 | Yamamoto Fumio      | 恋愛中毒                   | Ren'ai chūdoku                 | Liebessucht                                          |
| 2000 | Uesa Mari           | 深川恋物語                 | Fukagawa koimonogatari         | Liebesgeschichten aus Fukagawa                       |
| 2001 | Nozawa Hisashi      | 深紅                       | Shinku                         | Tiefrot                                              |
| 2002 | Ōsaki Yoshio        | パイロットフィッシュ       | Pairotto fisshu                | Pilotfisch                                           |
| 2003 | Morota Reiko        | 其の一日                   | Sono ichinichi                 | Dieser eine Tag                                      |
| 2003 | Fukui Harutoshi     | 終戦のローレライ           | Shūsen no Lōrerai              | Loreley des Kriegsendes                              |
| 2004 | Kakine Ryosuke      | ワイルド・ソウル           | Wairudo souru                  | Wild Soul                                            |
| 2004 | Isaka Kōtarō        | アヒルと鴨のコインロッカー | Ahiru to kamo no koinrokkā     | Die Ente und das Schließfach                         |
| 2005 | Seo Maiko           | 幸福な食卓                 | Kōfuku na shokutaku            | Der glückliche Esstisch                              |
| 2005 | Onda Riku           | 夜のピクニック             | Yoru no pikunikku              | Nachtpicknick                                        |
| 2006 | Konno Bin           | 隠蔽捜査                   | Inpei sōsa                     | Ermittlungen im Verborgenen                          |
| 2007 | Satō Takako         | 一瞬の風になれ             | Isshun no kaze ni nare         | Werde der Wind für einen Moment                      |
| 2008 | Satō Aki            | ミノタウロス               | Minotaurosu                    | Der Minotaurus                                       |
| 2009 | Yanagi Koji         | ジョーカー・ゲーム         | Jōkā gēmu                      | Joker Game                                           |
| 2009 | Asakura Kasumi      | 田村はまだか               | Tamura wa mada ka              | Wo bleibt Tamura?                                    |
| 2010 | Ubukata Tow         | 天地明察                   | Tenchi meisatsu                | Himmel und Erde: Erleuchtung                         |
| 2010 | Ikeido Jun          | 鉄の骨                     | Tetsu no hone                  | Eisenknochen                                         |
| 2011 | Tsujimura Mizuki    | ツナグ                     | Tsunagu                        | Die Verbindung                                       |
| 2012 | Nishimura Ken       | 地の底のヤマ               | Chi no soko no yama            | Der Berg in der Tiefe                                |
| 2013 | Tsukimura Ryoei     | 機龍警察 暗黒市場          | Ki ryū keisatsu ankoku ichiba  | Kikryō Polizei: Der Schwarze Markt                   |
| 2013 | Itō Jun             | 国を蹴った男               | Kuni o ketta otoko             | Der Mann, der das Land verließ                       |
| 2014 | Wada Ryū            | 村上海賊の娘               | Murakami kaizoku no musume     | Die Tochter des Piraten Murakami                     |
| 2015 | Saijō Naka          | まるまるの毬               | Marumaru no mari               | Der runde Ball                                       |
| 2016 | Yakumaru Gaku       | Aではない君と              | A de wa nai kimi to            | Du, der nicht A ist                                  |
| 2017 | Miyauchi Yusuke     | 彼女がエスパーだったころ   | Kanojo ga esupā datta koro     | Als sie ein Esper war                                |
| 2017 | Honjō Masato        | ミッドナイト・ジャーナル   | Middonaito jānaru              | Midnight Journal                                     |
| 2018 | Satō Kyū            | Ank: a mirroring ape       | Ank: a mirroring ape           | Ank: Der Spiegelaffe                                 |
| 2019 | Fujii Taiyo         | ハロー・ワールド           | Harō Wārudo                    | Hello World                                          |
| 2019 | Shiota Takeshi      | 歪んだ波紋                 | Yuganda hamon                  | Verzerrte Wellen                                     |
| 2020 | Go Katsuhiro        | スワン                     | Suwan                          | Swan                                                 |
| 2020 | Imamura Shōgo       | 八本目の槍                 | Hachihonme no yari             | Der achte Speer                                      |
| 2021 | Takeda Ayano        | 愛されなくても別に         | Ai sarenakutemo betsu ni       | Es macht nichts, wenn ich nicht geliebt werde        |
| 2021 | Katō Shigeaki       | オルタネート               | Orutanēto                      | Alternate                                            |
| 2022 | Oda Masakuni        | 残月記                     | Zangetsu-ki                    | Chronik des verbleibenden Mondes                     |
| 2022 | Ichihō Michi        | スモールワールズ           | Sumōru wārudo                  | Kleine Welten                                        |
| 2023 | Semitani Megumi     | おんなの女房               | Onna no nyōbō                  | Die Ehefrau einer Frau                               |
| 2024 | Fujioka Yōko        | リラの花咲くけものみち     | Rira no hana saku kemonomichi  | Der Pfad, wo der Flieder blüht                       |
| 2025 | Sakasaki Kaoru      | 箱庭クロニクル             | Hakoniwa kuronikuru            | Chronik des Miniaturgartens                          |
| 2025 | Ogidō Akira         | 飽くなき地景               | Akunaki chikei                 | Unermüdliche Landschaft                              |

Quelle: Prizes World

## Auswahlkomitee
Die Jury hat sich im Laufe der Jahre mehrfach verändert. Zu den früheren Juroren zählten u. a. Hisashi Inoue, Akiyuki Nozaka, Ryō Hanmura, Jirō Asada, Shizuka Ijūin, Natsuhiko Kyōgoku, Miyuki Miyabe und Mizuki Tsujimura.